# موريس تراب
موريس تراب (بالألمانية: Maurice Trapp)‏ (31 ديسمبر 1991 ببرلين في ألمانيا - ) هو لاعب كرة قدم ألماني في مركز الوسط. لعب مع هانزا روستوك ويونيون برلين وGoslarer SC 08 ‏.

## وصلات خارجية
- موريس تراب على موقع قاعدة بيانات كرة القدم.إي يو (الإنجليزية)
- موريس تراب على موقع بيانات كرة القدم. دي إي (الألمانية)
- موريس تراب على موقع Soccerway.com (الإنجليزية)
- موريس تراب على موقع عالم كرة القدم.نت (الإنجليزية)